# 造園施工
造園施工 (ぞうえんせこう、英語 : landscape construction) とは、造園の分野のうち、造園工事を実施すること。
造園で設計と造園施工が分業化したのは公共造園を中心に規模が拡大し工事量が増大したこととかかわりが深い。造園工事は量の増大とともにスピードアップが図られていった。工事が大規模になれば、施工計画の立案や工程管理が必要になりまた工事に必要な資材の調達から、最終的な品質管理までを行う現場監督が求められていく。
個人顧客相手の小規模業者では扱いきれない部分を扱えるようになるので、関連資格に造園施工管理技士がある。こうして造園の仕事の範囲は個人の庭を整理するだけでなく、公園や遊園地など幅広い分野に及んでいる。
造園施工という場合は他の建設分野と同様に、設計図に基づいて施工する立場が強調されやすいが、他建設分野と造園施工との相違点は生きた植物材料を取り扱うことで植物基盤を重視すること、 植栽の維持管理に高度な技術が要求されること、細部まで美しい仕上げを重視することなどに特徴がある。